# Альберти, Мануэль
Мануэль Максимо Альберти (исп. Manuel Máximo Alberti, 28 мая 1763, Буэнос-Айрес — 31 января 1811, Буэнос-Айрес) — аргентинский священник и политический деятель, редактор печатного издания «Газета де Буэнос-Айрес», член Первой хунты Аргентины — первого независимого правительства.

## Биография

### Молодые годы и образование
Родился в столице испанского вице-королевства Рио-де-ла-Плата Буэнос-Айресе в семье Антонио Альберти и Хуаны Августины Марин. У Мануэля было три брата, Исидоро, Мануэль Сильвестр и Феликс, а также три сестры, Касимира, Хуана Мария и Мария Клотильда. Семья Альберти покровительствовала Дому духовных произведений Буэнос-Айреса, передав ему во владение земельный участок, где была размещена штаб-квартира этого учреждения.
В феврале 1777 года поступил в Национальный колледж Буэнос-Айреса, изучая там философию, логику, физику и метафизику. В этом учебном заведении он учился вместе с Иполито Вийетесом, будущим активным борцом за независимость Аргентины.
Закончил обучение в колледже 17 февраля 1779 года и в следующем году отправился в Кордову, чтобы поступить в университет и получить высшее образование в области теологии. Несмотря на начавшиеся проблемы со здоровьем, из-за чего ему даже пришлось на короткое время вернуться в Буэнос-Айрес. Он с успехом окончил университет и 16 июля 1785 года получил докторскую степень в области теологии и физики.

### Работа священником
В начале 1786 года Альберти был назначен священником в церкви, в которой его крестили. Он также работал в вышеупомянутом Доме духовных произведений Буэнос-Айреса. В сентябре 1790 года переехал в небольшой город Магдалена и стал там священнослужителем, однако уже в следующем году покинул этот пост из-за проблем со здоровьем. Но уже в 1793 году он вернулся вновь, а в феврале 1794 года окончательно покинул этот городок и поселился в Мальдонадо на территории современного Уругвая, где служил священником в нескольких приходах .

### Британское вторжение
В июне 1806 года британские войска начали вторжение в вице-королевство Рио-де-Ла-Плата, на короткое время часть его территории, включая Мальдонадо, перешла под британский контроль. Из-за участившегося мародёрства Альберти пришлось спрятать все ценности из недостроенной церкви своего прихода. Игнорируя британские власти, священник оказывал медицинскую помощь испанским солдатам и хоронил их в случае гибели. Он также информировал испанских военачальников о британских войсках, находящихся в городе. За все эти действия он был арестован, однако затем был выпущен, но всё время оккупации находился под наблюдением британцев. В конечном итоге британские войска были разбиты армией Сантьяго де Линьерса и покинули вице-королевство.

### Член Первой хунты
В 1808 году вернулся в Буэнос-Айрес. Во время майской революции, как видный духовный деятель, был приглашен на слушание по поводу судьбы вице-короля Бальтасара Сиснероса, где, как и большинство, проголосовал за отстранение бывшего испанского наместника.
25 мая 1810 года его включили в состав Первой хунты. Причины, по которым его приняли в новый орган власти неизвестны. Существует версия, что в будущем его планировали сделать духовником правительства. В хунте стал сторонником большинства реформистских идей Марьяно Морено, кроме этого поддерживал Хуана Ларреа и Хуана Хосе Кастелли. Подписал все постановления, заключавшие в себе реформы политической системы, такие как представительность и публичность власти, принципы разделения властей, свободы слова и федерализма. Однако он принципиально не поддерживал инициативы, противоречащие его религиозным убеждениям. Отказался поставить подпись под смертным приговором попытавшемуся устроить контрреволюционный переворот Сантьяго де Линьерсу.
Кроме собственно работы в правительстве, был редактором периодического издания «Газета де Буэнос-Айрес», созданного хунтой. При этом священник стал заведующим новостного раздела газеты, так как имел эксклюзивное право на выбор новостей для публикации. Некоторые историки также считают его автором всех остальных статей.
Первый конфликт между Морено и Альберти случился из-за прибытия Грегорио Фунеса, окружного викария Кордовы, имевшего взгляды, близкие президенту хунты Сааведре. Между нем и президентом хунты существовал внутренний конфликт, и Марьяно надеялся, что Альберти выступит против Фунеса. Однако священник на такое не пошёл, и Морено отозвался об этом в очень резких тонах. Альберти ещё больше отдалился от Морено во время обсуждения о включении в хунту депутатов из других городов. Сперва оба политика были против этого предложения, но затем Альберти, как и большинство других членов правительства проголосовал за. Первая хунта была трансформирована в «Большую хунту». Морено, оставшись в меньшинстве, ушёл в отставку.

### Смерть и похороны
Включение новых членов только усилило споры и разногласия внутри хунты. Альберти оппонировал Сааведре и Фунесу, хотя и с меньшей силой, чем Морено. Непрекращающаяся борьба и жаркие дискуссии негативно отразились на здоровье священника, что привело к сердечному приступу 28 января 1811 года. Опасаясь скорой смерти, он написал завещание и его соборовали. Три дня спустя между Альберти и Фунесом снова состоялся спор, и по возвращении домой с Мануэлем вновь случился сердечный приступ, который он не смог пережить.
Мануэль Альберти был похоронен на кладбище церкви Святого Николая, как и было записано в завещании. На похороны пришли все члены Великой хунты, даже его главный политический оппонент — Грегорио Фунес. Наибольшее влияние смерть священника оказала на Доминиго Матьё, который даже прослезился во время похоронной процессии. Из всех членов Первой хунты Альберти умер раньше всех. Его место занял Николас Родригес Пена — решительный моренист. Сааведра и Фунес недолюбливали его, но из-за всеобщего сожаления, созданного смертью Альберти, они решили не сопротивляться назначению политического противника.

## Память
В 1822 году правительство Буэнос-Айреса приняло решение назвать в его честь улицу. Во время празднования столетия Майской революции в 1910 году в районе Бельграно на севере Буэнос-Айреса была возведена статуя Мануэля Альберти. В провинции Буэнос-Айрес также существует округ Мануэль Альберти, названный в честь члена Первой хунты.
Несмотря на небрежное хранение, сохранилась большая часть его личных дневников, которые активно используются историками. Его труды включают в себя работы по теологии, библеистики, схоластике и юриспруденции.
Могила Альберти была утеряна, когда церковь Святого Николая разобрали для расширения Проспекта 9 июля.